# Spectral Database for Organic Compounds
Die Spectral Database for Organic Compounds (SDBS) ist eine Datenbank, die Molekülspektren von über 34.000 organischen Verbindungen enthält (Stand: Mai 2015) und vom japanischen National Institute of Advanced Industrial Science and Technology betrieben wird. Die Benutzung ist kostenfrei und die Spektren können für private, öffentliche und gemeinnützige Zwecke unter Nennung der Quelle frei genutzt werden. Die kommerzielle Nutzung der Spektren unterliegt einer Lizenz, die im Einzelfall mit dem AIST verhandelt werden muss. Pro Tag können bis zu 50 Spektren heruntergeladen werden.
Von jeder Verbindung werden bis zu sechs verschiedene Spektren angezeigt (Massenspektrum, 1H-NMR, 13C-NMR, Infrarotspektrum, Ramanspektrum und ESR-Spektrum). Um sicherzustellen, dass die Spektren unter kontrollierten und reproduzierbaren Bedingungen entstanden sind, wurden die meisten der vorliegenden Spektren beim AIST gemessen.
- gelistete Verbindungen: ca. 34600
- MS: ca. 25000 Spektren
- 1H-NMR: ca. 15900 Spektren
- 13C-NMR: ca. 14200 Spektren
- FT-IR: ca. 54100 Spektren
- Raman: ca. 3500 Spektren
- ESR: ca. 2000 Spektren

Für die Raman- und ESR-Messungen werden keine Neueinträge mehr vorgenommen. Die genauen Bedingungen der Messung und die verwendeten Geräte werden vom AIST detailliert angegeben.
Die meisten der vermessenen Substanzen sind kommerzielle Produkte von Herstellern von Feinchemikalien.